# Pico de Médécourbe
Pico de Médécourbe (em francês:  Pic de Médécourbe, em catalão:  Pic de Medacorba) é uma montanha dos Pirenéus que marca o ponto da tríplice fronteira ocidental entre Andorra, Espanha e França.